# Cyrtodactylus irianjayaensis
Espèce
Statut de conservation UICN

 DD  : Données insuffisantes
Cyrtodactylus irianjayaensis est une espèce de geckos de la famille des Gekkonidae.

## Répartition
Cette espèce est endémique de Salawati dans les îles Raja Ampat en Nouvelle-Guinée occidentale en Indonésie.

## Étymologie
Son nom d'espèce, composé de irianjaya, signifiant Nouvelle-Guinée occidentale, et du suffixe latin -ensis, « qui vit dans, qui habite », lui a été donné en référence au lieu de sa découverte.

## Publication originale
- Rösler, 2001 : Eine neue großwüchsige Cyrtodactylus-Art von Neuguinea (Reptilia: Sauria: Gekkonidae). Zoologische Abhandlungen, Museum für Tierkunde Dresden, vol. 51, n. 7, p. 61-71.